# Eulemur albifrons
El lémur de cabeza blanca (Eulemur albifrons) especie de primate estrepsirrino perteneciente a la familia Lemuridae. Es endémico del noreste de Madagascar. Tiene hábitos arborícolas, y usualmente se lo encuentra en las copas de los árboles de los bosques lluviosos.
A diferencia de otros miembros de la familia, Eulemur albifrons no se encuentra amenazado.

## Características
La especie tiene una postura horizontal. Los machos poseen un torso marrón grisáceo, con miembros y cola oscuras, una cara gris claro y un cráneo más oscuro. Las mejillas y el mentón son blancas y peludas. Las hembras tienen torsos rojo-marrón, y extremidades más oscuras que los machos, y no poseen las mejillas y el mentón peludo de los machos. Tiene un peso promedio de 2,3 kg, y su cuerpo mide unos 40 cm, además de una cola de hasta 50 cm.
Su periodo de vida silvestre es de entre 20 y 25 años, mientras que en cautiverio han alcanzado los 36.
La especie fue previamente clasificada como Eulemur fulvus albifrons, una subespecie del Eulemur fulvus. Análisis genéticos apoyan su clasificación como una especie separada.[cita requerida]

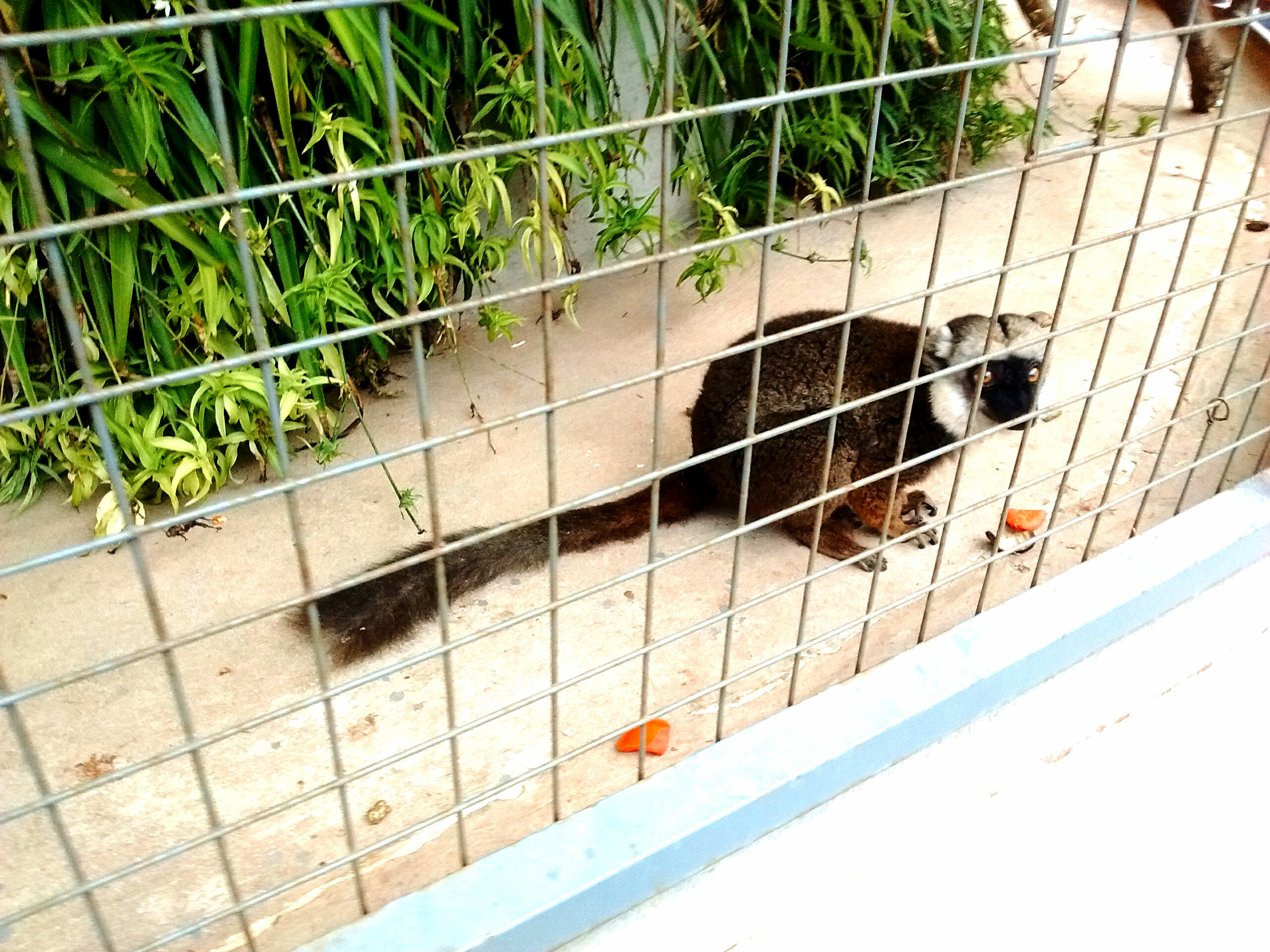
Lémur cautivo en el zoológico de Córdoba